# Friesland
Friesland (nizozemski: Friesland, zapadnofrizijski: Fryslân) jedna je od 12 nizozemskih provincija smještena na sjeveru zemlje.

## Geografija
Primorska provincija ima površinu od 2217 km² i 644 811 stanovnika (procjena 2009.) Treća je po površini nizozemska provincija, ali tek osma po broju stanovnika, te ima najnižu gustoću naseljenosti u odnosu na druge provincije. Većinsko stanovništvo su protestantski Frizi koji i danas održavaju svoj vlastiti jezik i vlastitu književnost. Friesland zauzima zapadni dio povijesne regije Frizije, koji se proteže od jezera IJsselmeer do Sjevernoga mora i Zapadnofrizijskih otoka, od kojih četiri pripadaju Frieslandu. Sa zapada graniči s provincijama Groningenom i Drentheom, a s juga s provincijama Overijsselom i Flevolandom. Najveće urbano središte je Leeuwarden, koji je ujedno i glavni grad provincije, a leži u unutrašnjosti sjevernije.
Provincijom Friesland prolayi ogroman sustav kanala i jezera, osobito na sjeveru i zapadu, po kojem se prostiru najveća jezera Tjeukemeer, Slotermeer, Fluessen i Sneekermeer. Friesland je velika obalna ravnica i visina mu rijetko prelazi 15 metara iznad razine mora.
Teren na jugoistoku prekriven je šumama i voćnjacima, a tu pasu i čuvene frizijsko-holštajnske krave. Zemljište je pješčana vriština omeđena močvarama, na koje se nastavljaju tresetišta. Između močvara i pješčane obale proteže se pojas gotovo ravnog vlažnog glinenog tla i poldera, u kom se melioriranje i kultiviranje tla još i danas nastavlja i to uglavnom pored sjeverne obale. Posljednja ozbiljna velika poplava pogodila je taj kraj 1825. godine. Tlo tog dijela provincije omogućuje uzgoj krumpira, pšenice, šećerne repe i krmiva za frizijska goveda. Na otoku Terschelling nalazi se rezervat prirode posvećen očuvanju tuljana.

## Gospodarstvo i gradska središta
Poljoprivreda čini gospodarsku osnovu provincije Friesland, poznate po prodaji velikih količina govedine i mliječnih proizvoda. Uz to ima i nešto industrije, vezane uz proizvodnju poljoprivrednih strojeva. Za gospodarstvo provincije važan je i turizam, koji se u velikoj mjeri temelji na vodenim sportovima. Osim Leeuwardena, veći grad je i Harlingen ujedno jedina luka provincije, koja joj služi kao izlaz na more. Ostala veća naselja su Sneek, Heerenveen, Drachten, Bolsward, Franeker, Dokkum i Lemmer.

### Općine (gemeente) Frieslanda
- Achtkarspelen
- Ameland
- Boarnsterhim
- Dantumadiel
- Dongeradeel
- Ferwerderadiel
- Franekeradeel
- Gaasterlân-Sleat
- Harlingen
- Heerenveen
- Het Bildt
- Kollumerland c.a.
- Leeuwarden
- Leeuwarderadeel
- Lemsterland
- Littenseradiel
- Menaldumadeel
- Ooststellingwerf
- Opsterland
- Schiermonnikoog
- Skarsterlân
- Smallingerland
- Súdwest Fryslân
- Terschelling
- Tytsjerksteradiel
- Vlieland
- Weststellingwerf

### Drevni gradovi Frieslanda
| Nizozemski  | Zapadnofrizijski | Povelja dana            |
| ----------- | ---------------- | ----------------------- |
| Leeuwarden  | Ljouwert         | 1285, obnovljena 1435.. |
| Sneek       | Snits            | 1456.                   |
| IJlst       | Drylts           | 1268.                   |
| Sloten      | Sleat            | 1426.                   |
| Stavoren    | Starum           | 1118.                   |
| Hindeloopen | Hylpen           | 1285.                   |
| Workum      | Warkum           | 1399.                   |
| Bolsward    | Boalsert         | 1425.                   |
| Harlingen   | Harns            | 1234.                   |
| Franeker    | Frjentsjer       | 1374.                   |
| Dokkum      | Dokkum           | 1298.                   |

## Vanjske poveznice
- Službene stranice provincije (nizoz.)
- Friesland na portalu Encyclopædia Britannica (engl.)